# Крупський Ілля Олексійович
Ілля Олексійович Крупський (нар. 2 жовтня 2004, Вінниця, Україна) — український футболіст, правий захисник харківського «Металіста 1925». Учасник Олімпійських ігор 2024 та молодіжного чемпіонату Європи 2025 у складі олімпійської та молодіжної збірних України.

## Життєпис
Вихованець ДЮСШ міста Вінниця та запорізького «Металурга».
У лютому 2021 року перейшов до «Ворскли». За першу команду полтавчан дебютував 1 травня 2021 року в програному (1:5) домашньому поєдинку 24-го туру Прем'єр-ліги проти київського «Динамо». Ілля вийшов на поле на 75-ій хвилині, замінивши Руслана Степанюка.
25 січня 2025 року підписав чотирирічний контракт з «Металістом 1925». Наступні півсезону провів в оренді у «Ворсклі», після чого в червні 2025 року повернувся до харківської команди.

## Досягнення
«Ворскла»:
 Фіналіст Кубку України: 2023/24